# Christian Maccali
Pas d'image ? Cliquez ici

a Compétitions nationales et continentales officielles uniquement.

b Matchs officiels uniquement.
Christian Maccali, né le 21 août 1958 à Casseneuil, est un joueur de rugby à XIII dans les années 1970 et 1980 évoluant au poste de talonneur.
Au cours de sa carrière, il évolue dans un premier temps sous les couleurs du club de Villeneuve-sur-Lot décrochant un titre de Coupe de France en 1979 et de Championnat de France en 1980 aux côtés de Philippe Fourquet, Joël Roosebrouck, Michel Mazaré, Max Chantal et Didier Hermet. En 1984, il rejoint le club du Pontet avec la même réussite puisque le club domine ces années là le Championnat avec deux titres en 1986 et 1988 ainsi que deux titres de Coupe de France en 1986 en 1988 aux côtés de José Giné, Marc Palanques, Thierry Bernabé, Denis Bergé, Patrick Rocci, Serge Titeux.
Référence française à son poste et international junior aux côtés des frères Laforgue, Bernard Guasch et Guy Delaunay, Christian Maccali connaît par la suite quinze sélections en équipe de France et prend part au titre de Coupe d'Europe des nations en 1981 avec ses coéquipiers Fourquet, Roosebrouck et Chantal. Il affronte les plus grandes nations de rugby à XIII et compte des victoires contre les sélections du pays de Galles, d'Angleterre et de Grande-Bretagne.
Dans la vie civile, Christian Maccali est entre autres entré dans les fonctions de la police municipale, occupant la fonction de chef de service de la police municipale de la commune de Saint-Saturnin-les-Avignon.

## Biographie
Sa fille, Camille Maccali, est journaliste sportive au sein des rédactions de l'Equipe, d'Eurosport et de Bein Sport.

## Palmarès
- Collectif :
  - Vainqueur de la Coupe d'Europe des nations : 1981 (France).
  - Vainqueur du Championnat de France : 1980 (Villeneuve-sur-Lot), 1986 et 1988 (Le Pontet).
  - Vainqueur de la Coupe de France : 1979 (Villeneuve-sur-Lot) et 1986, 1988 (Le Pontet).
  - Finaliste du Championnat de France : 1981, 1983 (Villeneuve-sur-Lot), 1987 et 1989[3] (Le Pontet).
  - Finaliste de la Coupe de France : 1989[3] (Le Pontet).

### Détails en sélection
| 3.  | 31 janvier 1981  | Pays de Galles            | 23-5  | Coupe d'Europe | Talonneur | - | - | - | - |
| 4.  | 21 février 1981  | Angleterre                | 5-1   | Coupe d'Europe | Talonneur | - | - | - | - |
| 5.  | 7 juin 1981      | Nouvelle-Zélande          | 3-26  | Test-match     | Talonneur | - | - | - | - |
| 6.  | 21 juin 1981     | Nouvelle-Zélande          | 2-25  | Test-match     | Talonneur | - | - | - | - |
| 7.  | 4 juillet 1981   | Australie                 | 3-43  | Test-match     | Talonneur | - | - | - | - |
| 8.  | 18 juillet 1981  | Australie                 | 2-17  | Test-match     | Talonneur | - | - | - | - |
| 9.  | 23 août 1981     | Papouasie-Nouvelle-Guinée | 13-13 | Test-match     | Talonneur | - | - | - | - |
| 10. | 6 décembre 1981  | Grande-Bretagne           | 0-37  | Test-match     | Talonneur | - | - | - | - |
| 11. | 20 décembre 1981 | Grande-Bretagne           | 19-2  | Test-match     | Talonneur | - | - | - | - |
| 8.  | 5 décembre 1982  | Australie                 | 4-15  | Test-match     | Talonneur | - | - | - | - |
| 8.  | 18 décembre 1982 | Australie                 | 9-23  | Test-match     | Talonneur | - | - | - | - |
| 12. | 20 février 1983  | Grande-Bretagne           | 5-20  | Test-match     | Talonneur | - | - | - | - |
| 12. | 6 mars 1983      | Grande-Bretagne           | 5-17  | Test-match     | Talonneur | - | - | - | - |
| 12. | 1er mars 1985    | Grande-Bretagne           | 4-50  | Test-match     | Talonneur | 3 | 1 | - | - |
| 12. | 17 mai 1985      | Grande-Bretagne           | 24-16 | Test-match     | Talonneur | - | - | - | - |